# Joey Chan
Joey Chan Ho-ling (chinesisch 陳浩鈴, Pinyin Chén Hàolíng; * 20. Mai 1988 in Hongkong) ist eine ehemalige Hongkonger Squashspielerin. 

## Karriere
Joey Chan begann ihre professionelle Karriere in der Saison 2005 und gewann sechs Titel auf der PSA World Tour. Ihre höchste Platzierung in der Weltrangliste erreichte sie mit Position 16 im Mai 2012. Bei den Asienspielen 2010 gewann sie im Einzelwettbewerb die Bronzemedaille und mit der Hongkonger Nationalmannschaft die Silbermedaille. Mit dieser wurde sie zudem im selben Jahr und nochmals 2018 Asienmeister. 2014 folgte eine weitere Bronzemedaille im Mannschaftswettbewerb der Asienspiele. Vier Jahre darauf gewann sie mit der Mannschaft die Goldmedaille. Mit der Hongkonger Nationalmannschaft nahm sie 2004, 2006, 2008, 2012, 2014, 2016 und 2018 an der Weltmeisterschaft teil. Zwischen 2010 und 2014 wurde sie dreimal Hongkonger Landesmeister. Sie beendete im Juni 2020 ihre Karriere.

## Erfolge
- Asienmeister mit der Mannschaft: 2010, 2018
- Gewonnene PSA-Titel: 6
- World Games: 1 × Silber (2017)
- Asienspiele: 1 × Gold (Mannschaft 2018), 1 × Silber (Mannschaft 2010), 2 × Bronze (Einzel 2010, Mannschaft 2014)
- Hongkonger Meister: 2010, 2013, 2014